# Robi Morder
 (octobre 2021).
Robi Morder, né en 1954, est un juriste du travail, politologue, spécialiste des mouvements lycéen et étudiant, militant politique, syndical et associatif.

## Les mouvements lycéens et le syndicalisme étudiant
Robi Morder naît en Équateur en 1954, au sein d'une famille juive d'origine polonaise ; il arrive avec sa mère et son frère Joseph Morder (metteur en scène de cinéma) à Paris en 1962.
Robi Morder s'est engagé en mai 1968 dans les Comités d'action lycéens (CAL) au lycée Turgot où il est élève de 1966 à 1971, puis les deux années suivantes  aux lycées Hector Berlioz et Charlemagne avant d'être en classe préparatoire entre 1973 et 1974 au lycée Voltaire. Il a participé aux diverses mobilisations lycéennes de l'après 1968, et notamment à la direction du mouvement contre la loi Debré sur les sursis (printemps 1973). Il a par la suite aidé les lycéens autogestionnaires à la création du syndicat Coordination permanente lycéenne (CPL) en 1978/1979.
Robi Morder a été responsable de plusieurs syndicats étudiants : membre du Bureau national du Mouvement d'action syndicale de 1979 à 1980, il a ensuite milité à l'UNEF-ID, dont il a été membre du Bureau national de 1980 à 1984, puis membre de la commission de contrôle de 1984 à 1986.
Pendant ses études, il a été élu au conseil de l'Université Paris-VIII, puis au conseil scientifique de l'Université Paris X.

## Engagements politiques, associatifs et syndicaux
Robi Morder, après un premier passage à la Ligue communiste puis à la Ligue communiste révolutionnaire, a été de 1977 à 1982 membre de la direction des Comités communistes pour l'autogestion (CCA) ; il est ensuite revenu à la LCR. Il est aujourd'hui adhérent du mouvement Ensemble !. Travaillant dans l'édition (éditions Savelli-France), il a été membre de la CFDT du livre.  Il a été membre de la commission nationale des conflits du SNESup. Il fait partie des fondateurs de la Fondation Copernic où il a codirigé la note sur la « refondation sociale ». Il participe au conseil de l'association pour l'autogestion, ainsi qu'à l'animation de son site. Lors des élections législatives de 2002, il est candidat pour la LCR dans la première circonscription de Paris, où il remporte 1,13 % des suffrages. Il est membre depuis 2010 du bureau de l'association des anciens de l'UNEF, et depuis 2014 à l'Association amicale des anciens élèves du lycée Turgot.

## Un spécialiste du mouvement étudiant
Robi Morder a travaillé en cabinets d'avocats pendant 35 ans sur des dossiers civils, commerciaux et principalement prudhommaux comme chargé de recherches et documentaliste juridique, Il a été chargé d'enseignement à l'Université de Versailles-Saint-Quentin-en-Yvelines en droit et sciences sociales de 1988 à 2021 et a été professeur, puis chercheur associé à l'Université de Reims Champagne-Ardenne. Il est chercheur associé au Laboratoire Printemps (UVSQ-Paris Saclay).  Il a aussi une expérience d'enseignement en enseignement supérieur privé : École d'élèves infirmières des Diaconnesses, École supérieure de gestion, Institut supérieur de commerce des Yvelines et en formation permanente.
Membre de l'Association française de sciences politiques, du conseil scientifique de la revue Dissidences, il collabore régulièrement aux activités du Réseau d'études sur l'enseignement supérieur (RESUP) et aux publications de la Bibliothèque de documentation internationale contemporaine (BDIC) devenue La contemporaine. Il est corédacteur en chef de la revue Matériaux pour l'histoire de notre temps et vice-président de l'Association des amis de La contemporaine. Il a aussi été membre du  conseil scientifique de la Structure fédérative de recherche « Archives et histoire des relations internationales ». Il collabore à l'animation des éditions Syllepse.
Président du Groupe d'études et de recherche sur les mouvements étudiants (GERME) depuis sa fondation et directeur des Cahiers du Germe, vice-président du Conservatoire des mémoires étudiantes, membre du conseil d'administration de la Cité des mémoires étudiantes, Robi Morder a publié une soixantaine d'articles  et contributions sur les mouvements étudiants, le mutualisme, les mouvements lycéens dans des revues, des ouvrages collectifs, à l'occasion de colloques. Régulièrement interviewé et cité par la presse lors de mobilisations étudiantes ou lycéennes, il a codirigé en 2009 un rapport sur les engagements étudiants pour le compte de l'Observatoire de la vie étudiante.

## Publications
Principaux écrits disponibles  
- Robi Morder, « Mouvements étudiants dans un contexte de conflit armé : l’exemple de la guerre en Ukraine », X jornadas de estudio y reflexión sobre movimientos estudiantiles, Buenos Aires, 6 août 2025.
- Robi Morder, « Étudiants et lycéens dans la France de 1968 », dans Socialismes et éducation, Paris, Le Bord de l’eau, 2024.
- Robi Morder, « 1929-1949 : fragile et lente évolution de l’UNEF vers la gauche », Aden. Paul Nizan et les années 30, n° 20, octobre 2024, dossier « Années 1930: étudiants et groupes intellectuels de jeunesse. ».
- Robi Morder, « Les mouvements étudiants: un secteur du monde du travail et du mouvement social. Confirmation par la lutte contre la réforme des retraites en France (2023) » dans Actas de las IX jornadas de estudio y reflexión sobre movimientos estudiantiles: Buenos Aires, 2023 / Guadalupe Seia; Nayla Pis Diez. - 1a ed. - Ciudad Autónoma de Buenos Aires: Final Abierto, 2023.
- Robi Morder, « La scission de l'UNEF (1971) », Les Cahiers du Germe n° 34, 2022.
- Didier Fischer et Robi Morder, «La santé des étudiants à la Cité internationale universitaire de Paris : entre ardente nécessité et obsolescence de circonstance », dans La Cité internationale universitaire de Paris de 1945 aux années 2000, Dzovinar Kévonian et Guillaume Tronchet (dir.), Rennes, PUR, 2022.
- Robi Morder, « Associations et syndicats étudiants », dans Dictionnaire critique du droit de l'éducation : droit de l'enseignement supérieur, Pascale Bertoni et Raphaël Matto-Duvigneau (dir), Paris, Marc & Martin, 2021.
- Robi Morder, « Un quart de siècle de mouvements étudiants : permanences et mutations », Agora débats/jeunesse, n° 86, 2020/3.
- Jean-Philippe Legois, Marina Marchal et Robi Morder i(coord), Démocratie et citoyennetés étudiantes depuis 1968, Paris, Syllepse, 2020.
- Robi Morder, « étudiants en élections : les stratégies des acteurs », dans Jean-Philippe Legois, Marina Marchal et Robi Morder (coord), Démocratie et citoyennetés étudiantes depuis 1968, Paris, Syllepse, 2020.
- Alain Monchablon et Robi Morder, « Citoyennetés étudiantes, gestion, cogestion », dans Jean-Philippe Legois, Marina Marchal et Robi Morder (coord), Démocratie et citoyennetés étudiantes depuis 1968, Paris, Syllepse, 2020.
- Robi Morder, « En guise de conclusion : corps étudiant et communauté universitaire : côte à côte ou face à face ? », dans Jean-Philippe Legois et Jean-Louis Violeau (dir.), Institution universitaire et mouvements étudiants : entre intégration et rupture, Paris, l’Harmattan, 2020.
- Robi Morder, « Étudiants étrangers : de la mobilité à la mobilisation », dans Universités et grandes écoles : circulations internationales étudiantes et scientifiques d’hier à aujourd’hui, Yamina Bettahar (dir.), PU Nancy, 2020.
- Jean-Philippe Legois, Alain Monchablon, Robi Morder, Étudiant-e-s en révolution ? Les années 68, Paris, Syllepse, 2018. Introduction
- Didier Leschi et Robi Morder, Quand les lycéens prenaient la parole : les années 68, Paris, Syllepse, 2018.Introduction.
- Robi Morder, « La grève du droit à Paris VIII en mai et juin 1983: l'esprit vincennois », in Florence Bourillon et al. (dir), De l'université de Paris aux universités d'Ile-de-France, PU de Rennes, 2016.
- Robi Morder, « L'autonomie : octroyée, conquise, remise en cause » in Aurélien Casta et Emmanuel Porte (coord.), Autonomie en mouvements, revendications syndicales et mobilisations étudiantes, Paris, Syllepse, 2015.
- Patrick Le Tréhondat, Robi Morder, Irène Paillard, Patrick Silberstein (textes rassemblés et présentés par), Trotsky, Contre le fascisme 1922-1940, Paris, Syllepse, 2015.
- Robi Morder, « A la fois jeunes et scolarisés, le puzzle des mouvements lycéens », La Gazette des archives, n° 235, 2014.
- Robi Morder, « Jeunesses scolarisées, mobilisations et syndicalismes », in Valérie Becquet (coord), Jeunesses engagées, Paris, Syllepse, 2014.
- Robi Morder et Caroline Rolland-Diamond (coord). « Étudiant(e)s du monde en mouvement. Migrations, cosmopolitisme et internationales étudiantes », Paris, Syllepse, 2012.
- Jean-Philippe Legois, Robi Morder, « Deux séquences des mouvements étudiants à Paris XIII (1970-71 et 1986) », in Jacques Girault et al (dir.), Paris XIII, histoire d'une université en banlieue (1970-2010), Paris XIII, 2012;
- Robi Morder « Les mouvements étudiants, rapports avec les jeunes et la société », Memoria y civilizacion n° 14, Université de Navarre, 2011.
- Robi Morder, Didier Fischer, La Fondation santé des étudiants de France au service des jeunes malades depuis 1923, FSEF, Un, deux... quatre éditions, Clermont-Ferrand, 2010.
- Robi Morder, « Printemps de Prague» et avec Jean-Luc Primon « Pouvoir étudiant et lycéen», in Collectif Lucien Collonges, Autogestion, hier, aujourd'hui, demain, Syllepse, 2010.
- Robi Morder, « Les relations UNEF/FEN : un modèle syndical enseignant pour les étudiants ou simple relation intersyndicale ? », La Fédération de l'Éducation nationale (1928-1992): histoire et archives en débat, PU de la Sorbonne, 2009.
- Robi Morder, « Les conseils de travailleurs en Tchécoslovaquie 1968/1969», in Caroline Apostopoulos, Geneviève Dreyfus-Armand, Irène Paillard (coord), Les années 68, un monde en mouvement, BDIC, Syllepse, 2008.
- Robi Morder, « jeunesse scolarisée» et "ordre moral», in Antoine Artous, Didier Epstejn, Patrick Silberstein" (dir), La France des années 68, Syllepse, 2008.
- Robi Morder, « L’émergence des grèves et des mouvements lycéens», in Artières, Zancarini (dir), 68, une histoire collective, La Découverte, Paris, 2008.
- Robi Morder, « Les engagements extra-universitaires des étudiants en France », in Françoise Hiraux, (dir), Les engagements étudiants, Academia Bruylant, Louvain-La-Neuve, 2008.
- Jean-Philippe Legois, Alain Monchablon, Robi Morder, Cent ans de mouvements étudiants, Éditions Syllepse, 2007
- Robi Morder, « Jeunesse étudiante, précarité et mobilisation anti-CPE », Critique communiste, N° 181, 4e trimestre 2006.
- Robi Morder (coord.), « Grenoble 1946. Naissance d'un syndicalisme étudiant », Éditions Syllepse, 2006
- Robi Morder, « Le lycéen, nouvel acteur collectif de la fin du XXe siècle », Lycées et lycéens en France, Presses de la Sorbonne, 2005.
- Robi Morder, « L'autogestion dans les mouvements étudiants et lycéens dans les années 68 », Autogestion, la dernière utopie, Presses de la Sorbonne 2003.
- Didier Fischer, Robi Morder, « L'UNEF, le mouvement étudiant et le renouvellement des élites politiques en France (1945-1956) », Colloque de Rome, Paris X-LUISS, novembre 1997, Ed. Laterza, Rome, 2000.
- Jean-Philippe Legois, Alain Monchablon, Robi Morder, « Entre Réforme, Révolution et Corporatisme », Colloque « les années 68 », 1998, in Robert Frank et al. (dir), Les années 68 : le temps de la contestation, Bruxelles/Paris, Complexe/IHTP, 2000, réédition 2008.
- Robi Morder, « Projet de développement du fonds documentaire sur les organisations et mouvements de jeunesse et perspectives de recherche », Matériaux pour l'histoire de notre temps, n° 24,1991.

## Exposition virtuelle
Commissaire, avec Caroline Apostolopoulos, de l'exposition BDIC - Cité des mémoires étudiantes - La Parole errante, "Les années 68, un monde en mouvement, nouveaux regards sur une histoire plurielle"